# 日本國鐵EF55型電力機車
EF55型电力机车（日语：EF55形電気機関車）是日本铁路的干线客运电力机车车型之一，由日立製作所、日本車輛製造、東洋電機、川崎车辆等企业联合设计制造，适用于供电制式为1500伏直流电的电气化铁路。車頭前端的造型特別，像芬蘭作家（Tove Marika Jansson）筆下的童話小說作品角色，而被暱稱為「姆明」（ムーミン）。

## 历史

### 研制
1936年（昭和11年），日立製作所、日本車輛製造、東洋電機、川崎车辆等企业在EF53型电力机车的基础上，开发研制了具有流线型头型的EF55型干线客运电力机车，共试制了四台该型机车。在当时国际上铁路车辆的流线化设计趋势之下，亦影响到日本国铁和私铁的铁路车辆设计理念，铁道省首先在C53型43号蒸汽机车上进行流线型车体的改造和试验，其后并开始生产带有流线型头型的C55型蒸汽机车（20～40号）、52系电力动车组、Kiha 43000型柴油动车组。

### 运用

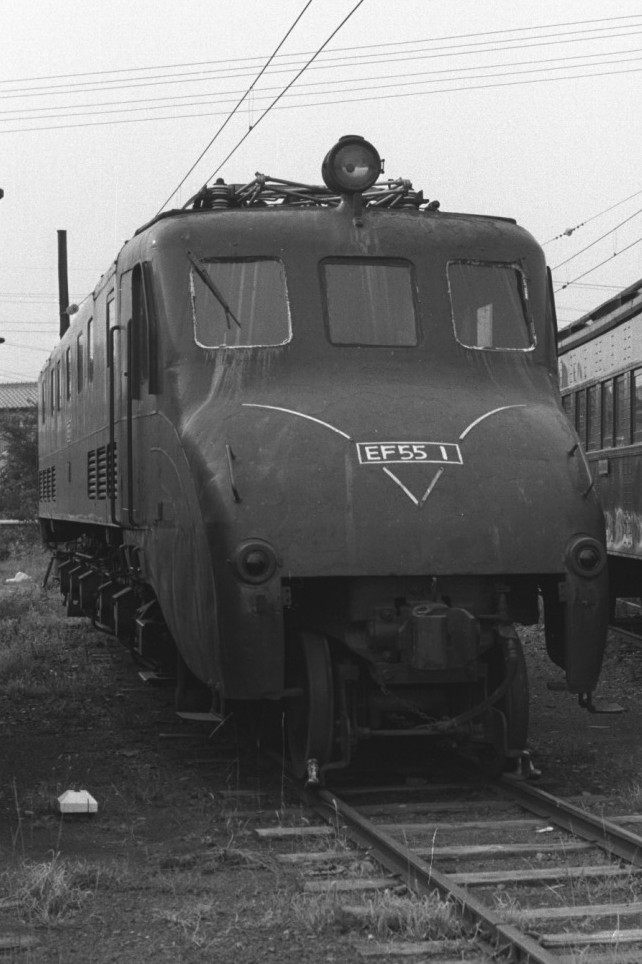
高崎第二机关区内的EF55-1号机车（1978年）

EF55型电力机车投入运用初期，首先配属于沼津机关区并投入东海道本线使用，除了牵引以“富士号”和“燕号”为代表的优等旅客列车外，亦用于牵引其他普通旅客列车和行包列车。由于机车最高速度仅为95公里/小时，以流线型头型减少空气阻力的效果并不明显。此外，机车仅设有单端司机室，因此必须依靠转盘完成换向。1938年（昭和13年），机车前端的伸缩式车钩被改成固定形式，并在第二段加装操纵台和头灯。
第二次世界大战结束后，EF55型电力机车主要担当盟军专用列车和特急试运转列车的牵引任务。随着东海道本线的旅客列车编组日渐扩大，EF55型电力机车于1952年（昭和27年）转配属高崎第二机关区，与EF53型电力机车共同投入高崎线运用。1955年（昭和30年），EF55型电力机车参与了EH10型电力机车在东海道本线进行的120公里/小时高速运行试验。此后，EF55型电力机车亦被用于ED71型电力机车在信越本线碓冰岭区段进行的牵引和空转试验。
1960年代，三台EF55型电力机车开始陆续报废。1962年（昭和37年），EF55-3号机车的电气设备被拆除，并用来试制交流、直流两用的ED30型电力机车。其余两台机车亦在1964年（昭和39年）正式报废，其中EF55-2号机车被解体；而EF55-1号机车成为了中央铁道学园的教具，并于1978年（昭和53年）被指定为准铁道纪念物，前端车钩的头盖亦被复原。这台机车长时间静态保存在中央铁道学园内，后来被转移到高崎第二机关区的机车转盘旁边继续存放，由于多年以来的日晒雨淋，曾经光鲜艳丽的车身已经逐渐褪色。

### 复原

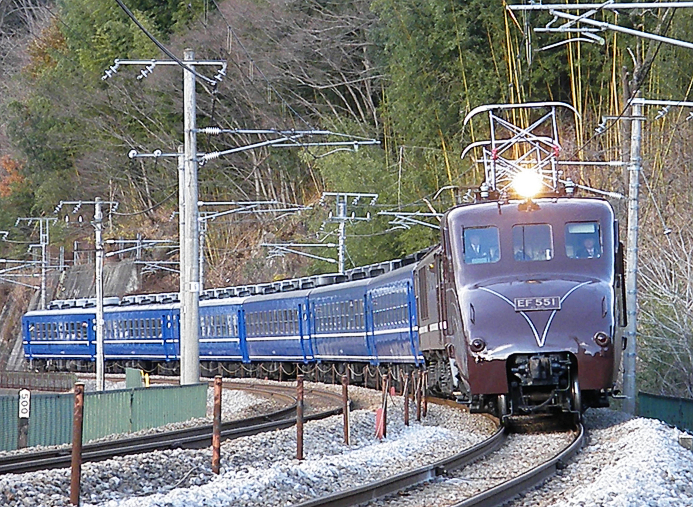
“EL奥利根号”列车（2008年）

至1985年（昭和60年），为了使EF55-1号机车能够在机关区的机车展览会上展出，高崎第二机关区的一些志愿者对其进行修复工作，使其恢复到容许库内运转的工作状态。1986年（昭和61年），为了使机车能够担当怀旧复活运转的牵引任务，国铁大宮工場对这台机车进行动态复原工作，并于同年6月24日恢复车籍。1987年（昭和62年）4月1日，国铁分割民营化后该台机车被东日本旅客铁道继承，并配属于高崎运转所（今高崎车辆中心）。
EF55-1号机车完成复原后，主要担当上越线高崎至水上间开行的“EL&SL奥利根号”和“EF55奥利根号”临时快速列车的牵引任务，在通常情况下并会以EF64型电力机车（1001）担任补机，机车上亦安装了ATS-P型列车自动停车装置。2006年3月25日至4月3日期间，为纪念位于东京千代田区神田須田町的交通博物馆闭馆，将EF55-1号机车特别展示于博物馆侧的旧万世桥车站。同年12月2日，这台机车牵引“EF55型诞生70周年纪念号”列车在上野至高崎间运转。2007年，EF55-1号机车原定牵引上野至水上的团体临时列车，但由于压缩机故障而临时改由EF60型电力机车牵引。此后，机车经修复后继续担当各种临时快速列车和告别运转的牵引任务。EF55-1号机车曾静态保存于高崎车辆中心，2015年4月12日起在埼玉縣埼玉市的铁路博物馆保存展示。

## 技术特点

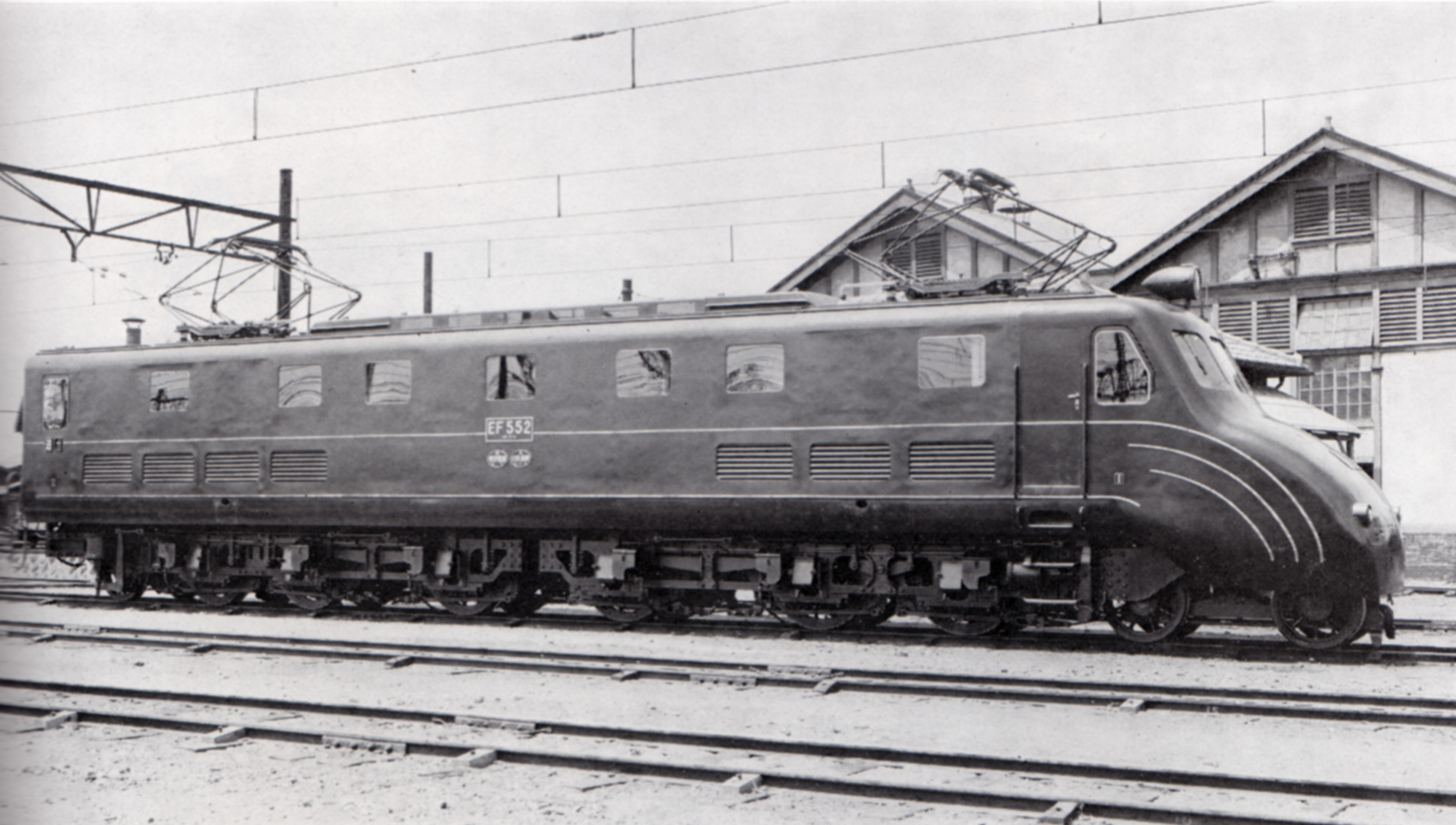
二战前的EF55-2号机车

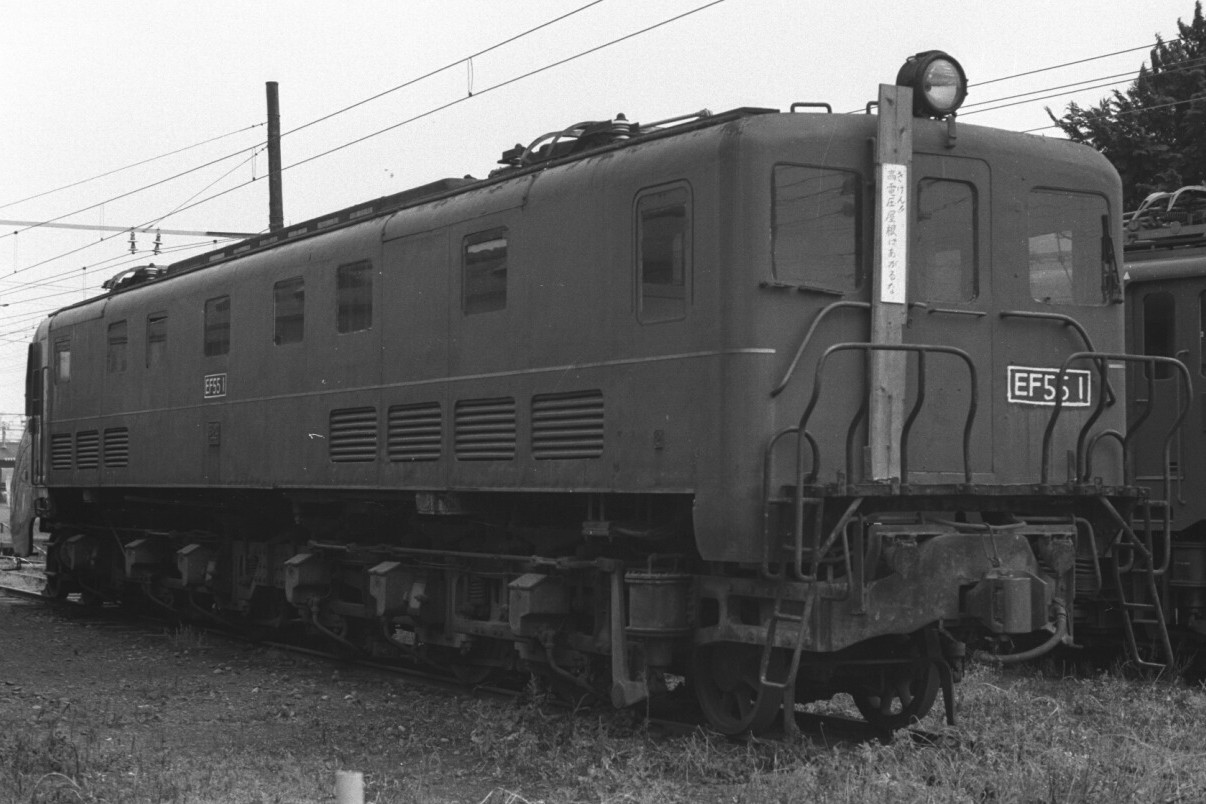
EF55型电力机车的第二端车体

EF55型电力机车是干线客运用的大型直流电力机车，适用于供电制式为1500伏直流电的电气化铁路。机车采用非承载式结构的全金属箱形车体，车体采用新引进的电焊技术制造，取代了传统的铆钉或螺栓组装。流线型头型参考了美国宾夕法尼亚铁路的GG1型电力机车。车体的第一端采用了流线型头型，设有可以伸缩的车钩，并取消了通过台；而第二端为设有通过台的平面端墙。最初由于未考虑到车站内调车作业需要，第二端并未安装司机操纵台及头灯。电气室内有贯通的双侧内走廊连接两端司机室，车顶两端各装有一台双臂式受电弓。
EF55型电力机车采用了非对称的2Co-Co1轴式，机车走行部为两台带有导轮轮对的转向架，机车前部的转向架为标准的客运机车转向架，带有两对导轮和三对动轮；而后部转向架则采用了货运机车的形式，带有一对导轮和三对动轮。车钩直接安装在转向架构架的端梁上。两台转向架之间设有弹性联接装置，以提高机车的小半径曲线通过性能，并用于传递牵引力。悬挂装置由钢板弹簧、螺旋弹簧和均衡梁组成。牵引电动机采用抱轴式悬挂，输出的扭矩通过一级减速齿轮传递给轮对，牵引齿轮传动比为30：73（1：2.43）。
EF55型电力机车是直—直流电传动的直流电力机车，机车主电路结构与EF53型电力机车大致相同，通过调节起动电阻、牵引电动机的三段式串—并联转换和磁场削弱来达到调速的目的。机车起动和加速时，六台牵引电动机全部以串联连接，并逐步减少起动电阻的阻值；然后将每三台并联连接的牵引电动机为一组，两组牵引电动机以串联连接；最后六台牵引电动机全部并联连接，直至达到最高速度。为扩大机车的调速范围，在三种连接方式均可以对牵引电动机使用一级磁场削弱。机车采用MT28A型直流串励牵引电动机，额定功率为225千瓦，额定电压为675伏特。

## 参看
- EF53型电力机车
- EF56型电力机车
- 日本电力机车列表